# Religión en Australia

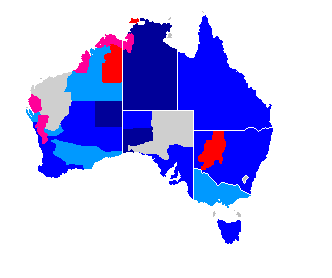
Mapa de distribución geográfica por religión mayoritaria en Australia.
Protestantismo (Azul)
Catolicismo (Rojo)

La religión en Australia está favorecida por la libertad de culto reivindicada en la Constitución, donde además se prohíbe al gobierno de la Mancomunidad establecer una religión oficial en la nación, manteniéndose como un estado laico (artículo 116).
Desde el comienzo de la llegada y asentamiento de europeos con los británicos en 1788, y con la inmigración posterior, el cristianismo ha sido la fe más profesada. Sin embargo, el panorama religioso de Australia ha ido cambiando y diversificándose en las dos últimas décadas. El censo de 2016 reveló que los protestantes superaban en número a los católicos, mientras que la población irreligiosa también era considerable. En una pregunta opcional del censo nacional australiano de 2021, el 43,9 % de los encuestados declararon alguna variedad de cristianismo, con la siguiente distribución confesional cristiana: catolicismo (20,0 %), anglicanismo (9,8 %), Iglesia Unida (2,7 %), iglesia ortodoxa (2,1 %), presbiterianismo e iglesias reformadas (1,6 %), iglesias bautistas (1,4 %), pentecostalismo (1,0 %), luteranismo (0,6 %), otros protestantes (0,5 %), y 'otros cristianos' (3,7 %). 
Otras afiliaciones religiosas en 2021 eran: islam (3,2 %); hinduismo (2,7 %); budismo (2,4 %); sijismo (0,8 %); judaísmo (0,4 %); y otras religiones (1,7 %). El 38,9 % declaró «sin religión», y sin especificar o no declarada representó otro (7,2 %).

## Historia
El cristianismo llegó a Australia con los primeros colonos británicos de la Primera Flota. La mayoría de los convictos y colonos pertenecían a la Iglesia oficial de Inglaterra e Irlanda, con un número menor de protestantes no conformistas, católicos y de otras confesiones. El primer censo religioso de 1828 dividió la colonia en cuatro grupos: protestantes, católicos, judíos y paganos.
Otros grupos más pequeños también llegaron y establecieron sus iglesias. Los judíos empezaron a llegar a principios del siglo xix. La fiebre del oro australiana trajo trabajadores de China y de las islas del Pacífico, así como trabajadores especializados de la India británica, como los «camelleros afganos», en su mayoría musulmanes.
En general, Australia ha tenido una tradición de gobierno laico. Las fiestas cristianas de Pascua y Navidad son días festivos.

### Religión indígena australiana

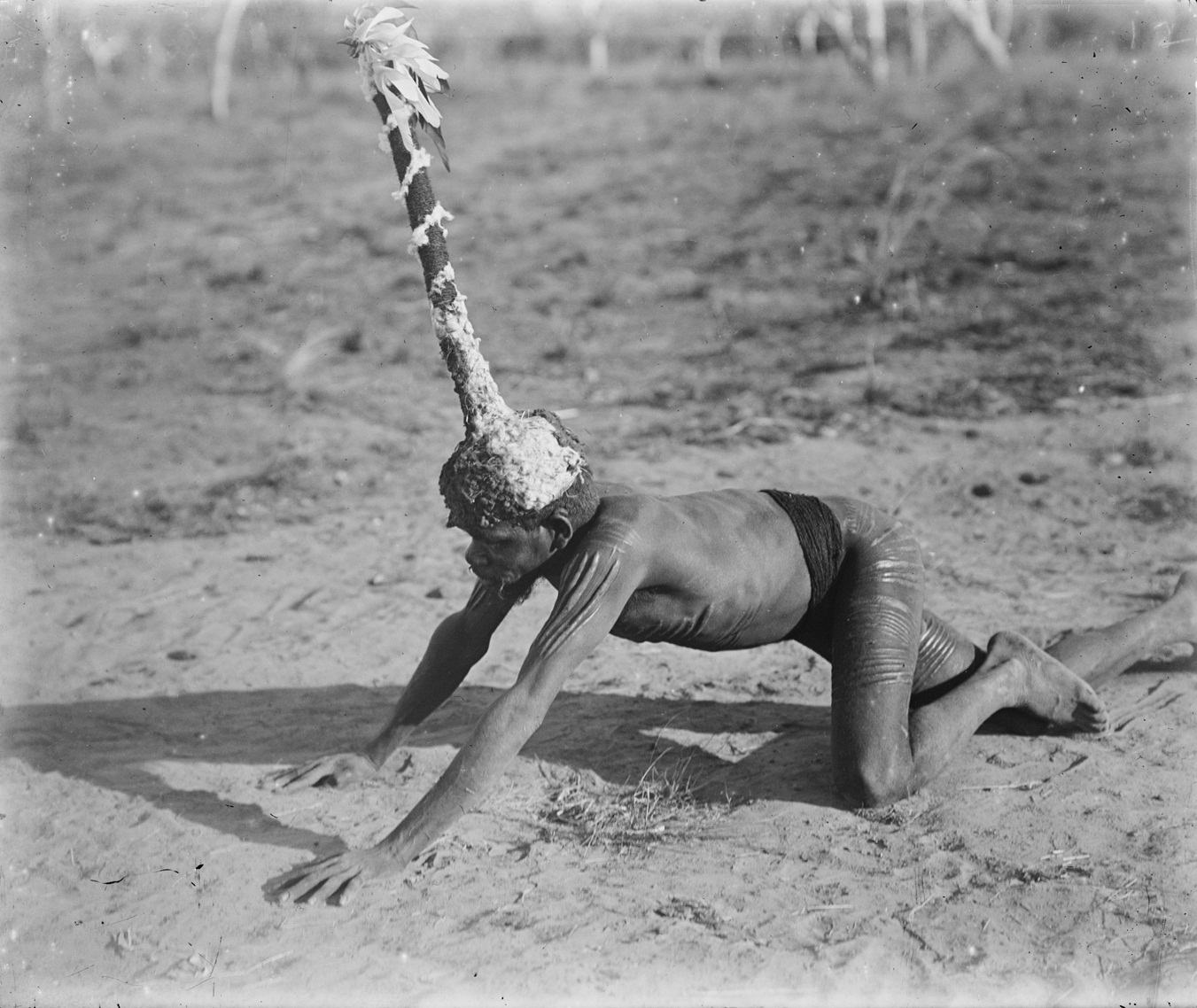
Hombre kolaia con un tocado usado en una ceremonia del fuego, Forrest River, Australia Occidental. Las prácticas religiosas de los aborígenes australianos asociadas a el Sueño se practican desde hace decenas de miles de años.

Cuando comenzó la colonización británica en 1788, los aborígenes australianos ya tenían sus propias tradiciones religiosas relacionadas con el Sueño. En palabras de Mircea Eliade: «Entre los australianos [indígenas] existe la creencia generalizada de que el mundo, el hombre y los diversos animales y plantas fueron creados por ciertos seres sobrenaturales que después desaparecieron, ascendiendo al cielo o entrando en la tierra». Existían y siguen existiendo sistemas rituales, con énfasis en las transiciones vitales como la edad adulta y la muerte.
Hay pruebas de contactos de australianos indígenas con exploradores, pescadores y supervivientes de numerosos naufragios de pueblos de diversas culturas y confesiones no indígenas anteriores a la colonización británica. Los indígenas australianos de la Tierra de Arnhem (ib Australia Septentrional) conservan relatos, canciones y pinturas sobre el comercio y la interacción cultural con los navegantes del norte. En general, se considera que estos pueblos proceden del archipiélago indonesio oriental. Hay indicios de que términos y conceptos islámicos se introdujeron en las culturas aborígenes del norte a través de estas interacciones.

### Cristianismo

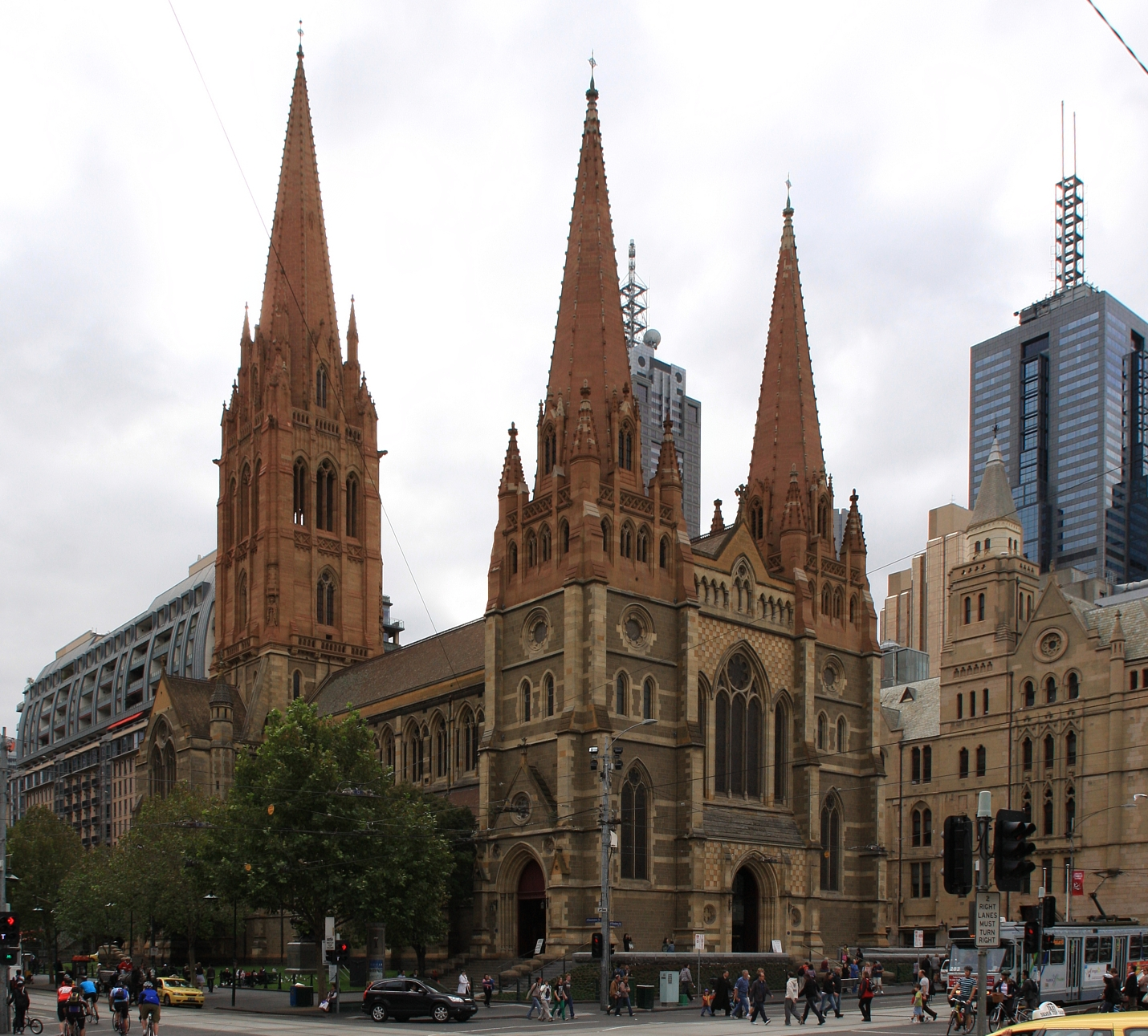
Catedral de San Pablo de Melbourne, catedral anglicana de la Iglesia de Inglaterra.

Aunque en un principio la Iglesia de Inglaterra ocupaba una posición de privilegio en la Australia colonial temprana, en pocas décadas evolucionó un marco jurídico que garantizaba la igualdad religiosa. Un gran número de católicos irlandeses fueron trasladados a Australia a través del sistema de justicia penal británico. Metodistas, presbiterianos, congregacionalistas y bautistas británicos no conformistas crearon sus propias iglesias en el siglo xix, al igual que los luteranos procedentes de Alemania.
La fiebre del oro de la década de 1850 provocó un aumento significativo de la inmigración y la diversidad de tradiciones religiosas, como el catolicismo irlandés, el presbiterianismo escocés y más anglicanismo inglés, entre otras tradiciones religiosas. Los inmigrantes trajeron consigo tensiones religiosas, alimentadas en gran medida por agravios históricos entre católicos y otros cristianos, que se prolongarían hasta el siglo xx.
Los pueblos aborígenes australianos sufrieron un declive durante este periodo al ser desposeídos de sus tierras; y las enfermedades se extendieron entre sus poblaciones. Las iglesias cristianas organizaron misiones durante este periodo, con la intención de «civilizar» a las comunidades aborígenes y difundir el cristianismo. Las consecuencias generales de esta actividad contribuyeron al declive de las lenguas y creencias indígenas, cuyo alcance aún se está determinando y registrando.
En 1901, aparte de la población indígena y los descendientes de los emigrantes de la fiebre del oro, la sociedad australiana era predominantemente anglocelta: el 40 % de la población era anglicana, el 23 % católica, el 34 % de otras religiones cristianas y alrededor del 1 % profesaba religiones no cristianas. A partir de la década de 1950 el país experimentó un rápido crecimiento en el número de católicos debido a la afluencia de muchos inmigrantes de posguerra provenientes de la Europa continental y Malta.
La libertad de culto estaba consagrada en el artículo 116 de la Constitución de Australia de 1901, pero la Iglesia de Inglaterra no fue desestablecida en la colonia de Nueva Gales del Sur hasta la Ley de la Iglesia de 1836. Redactada por el fiscal general reformista John Plunkett, la ley establecía la igualdad jurídica de anglicanos, católicos y presbiterianos, y más tarde se amplió a los metodistas.

### Islam

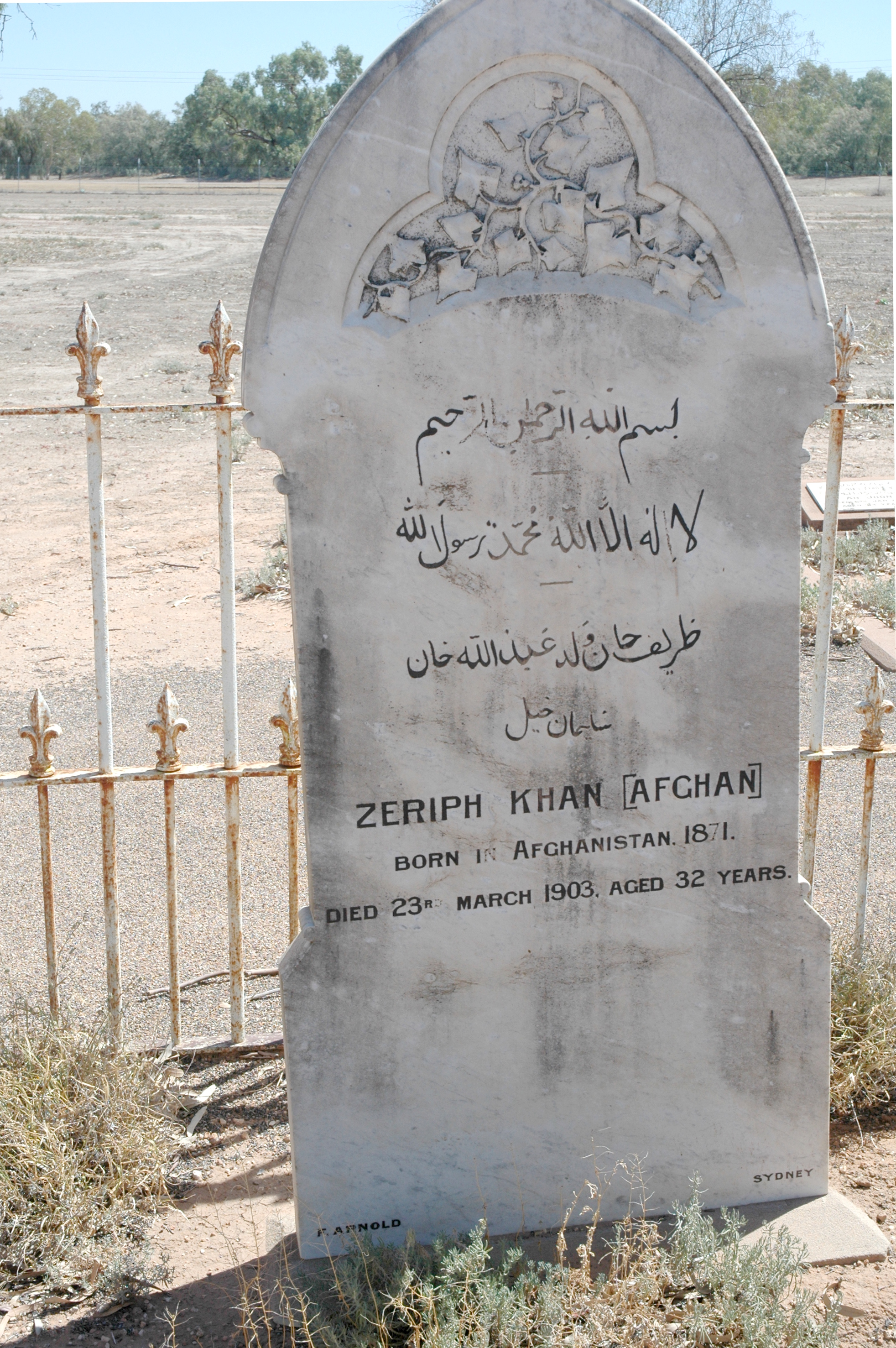
Tumba del camellero afgano Zeriph Khan (1871-1903) en el cementerio de Bourke, Nueva Gales del Sur. Los musulmanes de la India británica formaron algunas de las primeras comunidades islámicas de Australia.

Los primeros contactos que tuvo el islam con Australia se produjeron cuando pescadores musulmanes nativos de Makassar, que hoy forma parte de Indonesia, visitaron el noroeste de Australia mucho antes del asentamiento británico en 1788. Este contacto de grupos étnicos del sudeste asiático de fe islámica puede identificarse por las tumbas que cavaron para sus compañeros fallecidos en el viaje, ya que están orientadas hacia La Meca (en Arabia), de acuerdo con la normativa islámica sobre enterramientos, así como por las pruebas de las pinturas rupestres y las ceremonias religiosas aborígenes que representan e incorporan la adopción de diseños y palabras de las canoas makassanas.
En épocas posteriores, a lo largo del siglo xix, tras la colonización británica, llegaron a Australia otros musulmanes, entre ellos los camelleros afganos, que utilizaban sus camellos para transportar mercancías y personas a través de un desierto que, de otro modo, sería innavegable.
A partir de la década de 1970, bajo el liderazgo de Gough Whitlam y Malcolm Fraser, Australia empezó a perseguir el multiculturalismo, junto con el desmantelamiento de la política de la Australia blanca. A finales del siglo xx, Australia se convirtió en refugio para muchos musulmanes que huían de conflictos como los de Líbano, Bosnia, Irak, Irán, Sudán y Afganistán. La inmigración generalizada, combinada con la conversión religiosa al islam de cristianos y otros australianos, así como la participación de Australia en los esfuerzos de la ONU en favor de los refugiados, ha incrementado la población musulmana en general.

## Demografía
En todos los censos realizados en Australia se ha formulado una pregunta sobre la religión, y desde 1933 se ha indicado expresamente el carácter voluntario de esta pregunta. En 1971 se introdujo la instrucción «si no tiene religión, escriba ninguna». El porcentaje de australianos que declararon no tener religión se multiplicó por siete con respecto al censo del año anterior. Desde 1971, este porcentaje ha aumentado progresivamente hasta alcanzar el 38,9 % en 2021. Según un estudio llevado a cabo por NCLS Research en 2018, uno de cada cinco australianos puede calificarse de «asistente frecuente», es decir, que acude a servicios religiosos al menos una vez al mes. Se trata de un 13 % que declara asistir a servicios religiosos al menos una vez a la semana y un 8 % que asiste al menos una vez al mes. Casi la mitad (48 %) de los australianos declaran no asistir nunca a servicios religiosos.
La pregunta del censo sobre religión es opcional, y pregunta «¿cuál es la religión de la persona?», dando a los encuestados la posibilidad de elegir entre nueve religiones, «otra» y «sin religión». En el censo de 2016, el 9,6 % de las personas se negaron a contestar o no dieron una respuesta adecuada para la interpretación. No se conocen las opiniones religiosas de estas personas, por lo que no es adecuado agruparlas con las personas que declaran no tener religión; en su lugar, todas las cifras del censo sobre religión deben tratarse con los niveles de confianza correspondientes.

### Datos censales
Declaraciones religiosas de los australianos según los censos de 1986 a 2021:
| Afiliación                             | 1986          | 1986  | 1996          | 1996  | 2006          | 2006  | 2011          | 2011  | 2016          | 2016  | 2021          | 2021  |
| Afiliación                             | Conteo ('000) | %     | Conteo ('000) | %     | Conteo ('000) | %     | Conteo ('000) | %     | Conteo ('000) | %     | Conteo ('000) | %     |
| -------------------------------------- | ------------- | ----- | ------------- | ----- | ------------- | ----- | ------------- | ----- | ------------- | ----- | ------------- | ----- |
| Anglicanismo                           | 3,723.4       | 23.9  | 3,903.3       | 22.0  | 3,718.3       | 18.7  | 3,680.0       | 17.1  | 3,101.2       | 13.3  | 2,496.3       | 9.8   |
| Iglesias bautistas                     | 196.8         | 1.3   | 295.2         | 1.7   | 316.7         | 1.6   | 352.5         | 1.6   | 345.1         | 1.5   | 347.3         | 1.4   |
| Católicismo                            | 4,064.4       | 26.1  | 4,799.0       | 27.0  | 5,126.9       | 25.8  | 5,439.2       | 25.3  | 5,291.8       | 22.6  | 5,075.9       | 20.0  |
| Iglesias de Cristo                     | 88.5          | 0.6   | 75.0          | 0.4   | 54.8          | 0.3   | 49.7          | 0.2   | 39.6          | 0.2   | 35.9          | 0.1   |
| Testigos de Jehová                     | 66.5          | 0.4   | 83.4          | 0.5   | 80.9          | 0.4   | 85.6          | 0.4   | 82.5          | 0.4   | 84.4          | 0.3   |
| Santos de los Últimos Días             | 35.5          | 0.2   | 45.2          | 0.3   | 53.1          | 0.3   | 59.8          | 0.3   | 61.6          | 0.3   | 57.9          | 0.2   |
| Luteranismo                            | 208.3         | 1.3   | 250.0         | 1.4   | 251.1         | 1.3   | 251.9         | 1.2   | 174           | 0.7   | 145.9         | 0.6   |
| Iglesias ortodoxas orientales          | 427.4         | 2.5   | 497.3         | 2.5   | 544.3         | 2.6   | 563.1         | 2.6   | 582.8         | 2.6   | 535.5         | 2.1   |
| Pentecostalismo                        | 107.0         | 0.7   | 174.6         | 1.0   | 219.6         | 1.1   | 238.0         | 1.1   | 260.6         | 1.1   | 259.8         | 1.1   |
| Presbiterianismo & Iglesias reformadas | 560.0         | 3.6   | 675.5         | 3.8   | 596.7         | 3.0   | 599.5         | 2.8   | 526.7         | 2.3   | 414.9         | 1.6   |
| Ejército de Salvación                  | 77.8          | 0.5   | 74.1          | 0.4   | 64.2          | 0.3   | 60.2          | 0.3   | 48.9          | 0.2   | 35.4          | 0.1   |
| Iglesia Adventista del Séptimo Día     | 48.0          | 0.3   | 52.7          | 0.3   | 55.3          | 0.3   | 63.0          | 0.3   | 62.9          | 0.3   | 63.7          | 0.3   |
| Iglesia Unida                          | 1,182.3       | 7.6   | 1,334.9       | 7.5   | 1,135.4       | 5.7   | 1,065.8       | 5.0   | 870.2         | 3.7   | 673.3         | 2.7   |
| Otros cristianos                       | 596.0         | 3.8   | 322.7         | 1.8   | 468.6         | 2.4   | 642.4         | 3.0   | 833.5         | 3.6   | 926.8         | 3.7   |
| Total de cristianos                    | 11,381.9      | 73.0  | 12,582.9      | 70.9  | 12,685.9      | 63.9  | 13,150.6      | 61.1  | 12,201.6      | 52.1  | 11,148.8      | 43.9  |
| Budismo                                | 80.4          | 0.5   | 199.8         | 1.1   | 418.8         | 2.1   | 529.0         | 2.5   | 563.7         | 2.4   | 615.8         | 2.4   |
| Hinduismo                              | 21.5          | 0.1   | 67.3          | 0.4   | 148.1         | 0.7   | 275.5         | 1.3   | 440.3         | 1.9   | 684.0         | 2.7   |
| Sijismo                                |               |       | 12.0          | <0.1  | 26.4          | 0.1   | 72.3          | 0.4   | 125.9         | 0.5   | 210.4         | 0.8   |
| Islam                                  | 109.5         | 0.7   | 200.9         | 1.1   | 340.4         | 1.7   | 476.3         | 2.2   | 604.2         | 2.6   | 813.4         | 3.2   |
| Judaísmo                               | 69.1          | 0.4   | 79.8          | 0.4   | 88.8          | 0.4   | 97.3          | 0.5   | 91            | 0.4   | 100.0         | 0.4   |
| Otros no cristianos                    | 35.7          | 0.2   | 56.6          | 0.3   | 82.6          | 0.4   | 95.9          | 0.4   | 95.7          | 0.4   | 115.0         | 0.5   |
| Total de no cristianos                 | 316.2         | 2.0   | 616.4         | 3.5   | 1,105.1       | 5.6   | 1,546.3       | 7.2   | 1,920.8       | 8.2'  | 2,538.6       | 10.0  |
| No religiosos                          | 1,977.5       | 12.7  | 2,948.9       | 16.6  | 3,706.5       | 18.7  | 4,796.8       | 22.3  | 7,040.7       | 30.1  | 9,887.0       | 38.9  |
| Otros/sin respuesta                    | 1,926.6       | 12.3  | 1,604.8       | 9.0   | 2,357.8       | 11.9  | 2,014.0       | 9.4   | 2,345.5       | 10    | 1,751.4       | 7.3   |
| Totales                                | 15,602.1      | 100.0 | 17,753.0      | 100.0 | 19,855.3      | 100.0 | 21,507.7      | 100.0 | 23,401.4      | 100.0 | 25,422.8      | 100.0 |